# Заліські джерела
Залі́ські джере́ла — гідрологічна пам'ятка природи місцевого значення в Україні. Розташована в межах Нараївської сільської громади Тернопільського району Тернопільської області, на західній околиці хутора Колонія (на північний захід від села Гайок).

## Пам'ятка
Оголошені об'єктом природно-заповідного фонду рішенням Тернопільської обласної ради від 18 березня 1994. Перебуває у віданні Лапшинської сільської ради.

## Характеристика
Площа — 0,5 га. Під охороною — джерело питної води, цінне у науково-пізнавальному та естетичному значеннях.